# Giacomo Stuart
Giacomo Stuart, duca di Rothesay (Saint Andrews, 22 maggio 1540 – Saint Andrews, 20 aprile 1541), è stato un principe scozzese, erede apparente al trono come figlio maggiore di Giacomo V di Scozia. La sua morte prematura insieme al fratello minore aprì la strada per il trono a sua sorella Maria I di Scozia.

## Contesto della sua nascita
La sua nascita era stata ampiamente attesa, in quanto indispensabile per garantire la successione indipendente al trono di Scozia. Infatti suo padre, Giacomo V, era salito al trono bambino già nel 1513, ma al 1540 ancora non aveva eredi legittimi, indebolendo la propria posizione in una Scozia divisa e instabile, che per anni era stata governata dalla controversa reggente Margherita Tudor, madre di Giacomo V e sorella del re inglese Enrico VIII.
Il 1º gennaio 1537, Giacomo aveva preso in moglie la principessa francese Maddalena di Valois, ma questa, cagionevole di salute, morì appena sei mesi dopo. Immediatamente ripresero le trattative per un nuovo matrimonio francese e nel maggio 1538 sposò finalmente la nobildonna Maria di Guisa, nota per essere robusta e fertile, avendo avuto due figli dal primo marito. Ciononostante, servirono altri due anni prima che Maria partorisse il tanto sospirato erede, Giacomo. Molto più breve fu l'attesa per il secondo figlio: Roberto Arturo, duca di Albany, nacque il 12 aprile 1541, a meno di un anno dalla nascita di Giacomo.

## Biografia
Giacomo Stuart nacque il 22 maggio 1540 a Saint Andrews, figlio di Giacomo V di Scozia, della dinastia Stuart, e della sua seconda moglie Maria di Guisa, imparentata con la famiglia reale francese. Alla nascita, in quanto erede al trono, venne insignito dei titoli di duca di Rothesay, conte di Carrick, barone di Renfrew, signore delle Isole, principe e grande intendente di Scozia. 
La sua nascita, lungamente attesa, fu annunciata con sfarzo sia a Enrico VIII d'Inghilterra, zio di Giacomo V ma anche rivale a causa delle sue mire sul Regno di Scozia, che a Francesco I di Francia, al contrario prezioso alleato.
La cerimonia del battesimo, celebrato il 26 maggio a Saint Andrews, fu sontuosa. Furono usate quindici braccia di taffetà della miglior qualità per fasciare non solo il neonato ma anche le torce usate durante la cerimonia, la culla fu fatta arrivare dalla Francia, opera dell'artigiano Andrew Mansioun, venne commissionato un baldacchino di stato in seta, e una gran quantità di stemmi del nuovo duca furono dipinti o incisi in ogni dove, compresa parte dell'argenteria del re, fatta arrivare apposta da Edimburgo. Quasi ogni nobile del regno venne convocato, e come padrini furono scelti Margherita Tudor, nonna paterna del bambino, David Beaton, cardinale di Saint Andrews, e Gavin Dunbar, arcivescovo di Glasgow. Alla sera, venne offerto uno spettacolo di fuochi d'artificio, raro per i tempi, a opera di due maestri francesi.
Subito dopo, al bambino fu assegnato il Castello di Craignethan (Edimburgo) come residenza reale. Il personale includeva Thomas Duddingston, maestro di palazzo, Jean Sinclair, balia e governante, quattro donne addette alla culla e un cuoco. Del seguito faceva inoltre parte Jean Stewart, figlia bastarda di Giacomo V, al cui servizio aveva due cameriere e due paggi. In agosto, il re giustiziò il cortigiano James Hamilton di Finnart, la cui argenteria fu assegnata al principino, dopo che John Mosman la incise con lo stemma del duca di Rothesay.
Purtroppo, il bambino morì il 21 aprile 1541, a Saint Andrews, a meno di un anno e a solo un giorno di distanza dal fratellino minore, Roberto, duca di Albany, morto il 20 aprile ad appena otto giorni di vita.
Il 12 maggio, Margherita scrisse al fratello Enrico VIII per annunciare le due morti, aggiungendo che si erano spostati al Castello di Stirling e che stava facendo tutto il possibile per stare vicino ai genitori in lutto, evitando di lasciarli soli. Altri osservatori, come Henry Ray e Berwick Pursuivant, parimenti scrissero che il re non riusciva a capacitarsi di aver perso entrambi i figli "nel giro di 14 ore". Cronachisti come John Knox e George Buchanan in seguito scrissero che ciò era dovuto a un sogno profetico che Giacomo V aveva avuto pochi giorni prima, in cui James Hamilton lo affrontava e lo minacciava di "strappargli entrambe le braccia".

### Conseguenze
Con la morte di entrambi i bambini, si rendeva imperativo concepire al più presto un nuovo erede, ma bisognò attendere fino a marzo 1542 perché Maria restasse nuovamente incinta. Partorì una bambina, anche lei chiamata Maria, l'8 dicembre, che salì al trono di Scozia ad appena una settimana di vita, dal momento che Giacomo V morì a soli 29 anni il 14 dicembre 1542. In seguito, Maria fu mandata in Francia, dove sposò Francesco II. Morto prematuramente il marito, tornò in Scozia e ne assunse il governo, divenendo, durante il regno di Elisabetta I, figlia di Enrico VIII di religione anglicana, il punto di riferimento dei cattolici inglesi, che tentarono di insediarla sul trono d'Inghilterra. Fallirono e Maria finì per essere prima imprigionata e poi giustiziata da Elisabetta. A succederle sul trono fu il figlio neonato Giacomo VI, nato dal suo secondo marito. Alla morte di Elisabetta I senza eredi, Giacomo ereditò anche il trono inglese, unendo così i due regni in quella che poi divenne noto come regno di Gran Bretagna.

## Ascendenza
|                            |                     |                              | Genitori                           |  |  | Nonni |  |  | Bisnonni              |  |  | Trisnonni            |  |
|                            |                     |                              |                                    |  |  |       |  |  | Giacomo III di Scozia |  |  | Giacomo II di Scozia |  |
|                            |                     |                              |                                    |  |  |       |  |  | Giacomo III di Scozia |  |  | Giacomo II di Scozia |  |
|                            |                     | Maria di Gheldria            |                                    |  |  |       |  |  | Giacomo III di Scozia |  |  |                      |  |
| Giacomo IV di Scozia       |                     |                              |                                    |  |  |       |  |  | Giacomo III di Scozia |  |  |                      |  |
|                            |                     | Margherita di Danimarca      | Cristiano I di Danimarca           |  |  |       |  |  |                       |  |  |                      |  |
|                            |                     | Margherita di Danimarca      | Cristiano I di Danimarca           |  |  |       |  |  |                       |  |  |                      |  |
|                            |                     | Margherita di Danimarca      | Dorotea di Brandeburgo-Kulmbach    |  |  |       |  |  |                       |  |  |                      |  |
| Giacomo V di Scozia        |                     | Margherita di Danimarca      |                                    |  |  |       |  |  |                       |  |  |                      |  |
|                            |                     | Enrico VII d'Inghilterra     | Edmondo Tudor                      |  |  |       |  |  |                       |  |  |                      |  |
|                            |                     | Enrico VII d'Inghilterra     | Edmondo Tudor                      |  |  |       |  |  |                       |  |  |                      |  |
|                            |                     | Enrico VII d'Inghilterra     | Margaret Beaufort                  |  |  |       |  |  |                       |  |  |                      |  |
| Margherita Tudor           |                     | Enrico VII d'Inghilterra     |                                    |  |  |       |  |  |                       |  |  |                      |  |
|                            |                     | Elisabetta di York           | Edoardo IV d'Inghilterra           |  |  |       |  |  |                       |  |  |                      |  |
|                            |                     | Elisabetta di York           | Edoardo IV d'Inghilterra           |  |  |       |  |  |                       |  |  |                      |  |
|                            |                     | Elisabetta di York           | Elisabetta Woodville               |  |  |       |  |  |                       |  |  |                      |  |
| Giacomo Stuart             |                     | Elisabetta di York           |                                    |  |  |       |  |  |                       |  |  |                      |  |
|                            | Renato II di Lorena | Federico II di Vaudémont     |                                    |  |  |       |  |  |                       |  |  |                      |  |
|                            | Renato II di Lorena | Federico II di Vaudémont     |                                    |  |  |       |  |  |                       |  |  |                      |  |
|                            | Renato II di Lorena | Iolanda d'Angiò              |                                    |  |  |       |  |  |                       |  |  |                      |  |
| Claudio I di Guisa         | Renato II di Lorena |                              |                                    |  |  |       |  |  |                       |  |  |                      |  |
|                            |                     | Filippina di Gheldria        | Adolfo di Egmond                   |  |  |       |  |  |                       |  |  |                      |  |
|                            |                     | Filippina di Gheldria        | Adolfo di Egmond                   |  |  |       |  |  |                       |  |  |                      |  |
|                            |                     | Filippina di Gheldria        | Caterina di Borbone-Clermont       |  |  |       |  |  |                       |  |  |                      |  |
| Maria di Guisa             |                     | Filippina di Gheldria        |                                    |  |  |       |  |  |                       |  |  |                      |  |
|                            |                     | Francesco di Borbone-Vendôme | Giovanni VIII di Borbone-Vendôme   |  |  |       |  |  |                       |  |  |                      |  |
|                            |                     | Francesco di Borbone-Vendôme | Giovanni VIII di Borbone-Vendôme   |  |  |       |  |  |                       |  |  |                      |  |
|                            |                     | Francesco di Borbone-Vendôme | Isabelle de Beauvau                |  |  |       |  |  |                       |  |  |                      |  |
| Antonia di Borbone-Vendôme |                     | Francesco di Borbone-Vendôme |                                    |  |  |       |  |  |                       |  |  |                      |  |
|                            |                     | Maria di Lussemburgo         | Pietro II di Lussemburgo-Saint-Pol |  |  |       |  |  |                       |  |  |                      |  |
|                            |                     | Maria di Lussemburgo         | Pietro II di Lussemburgo-Saint-Pol |  |  |       |  |  |                       |  |  |                      |  |
|                            |                     | Maria di Lussemburgo         | Margherita di Savoia               |  |  |       |  |  |                       |  |  |                      |  |
|                            |                     | Maria di Lussemburgo         |                                    |  |  |       |  |  |                       |  |  |                      |  |